# 詹姆斯·克拉夫茨
詹姆斯·梅森·克拉夫茨（英語：James Mason Crafts，1839年3月8日—1917年6月20日），美国化学家，因与查尔斯·弗里德尔在1876年共同发现芳烃化学中重要的傅-克反应（包括烷基化和酰基化反应）而闻名。

## 生平
他生于波士頓，1858年毕业于哈佛大學。尽管他并未取得化学博士学位，但是1859年他在德国弗莱贝格工业大学从事化学研究工作，并在海德堡大学担任罗伯特·威廉·本生的助理，1861年在巴黎担任查爾斯-阿道夫·爾茨的助理。
在巴黎时他首次遇到了查爾斯·弗里德爾。1865年他返回到了美国。1868年，他担任新建立的康乃爾大學的第一位化学系教授，并工作到1870年。
之后他在麻省理工學院担任教授工作了四年，1874年他离职到巴黎与查爾斯·弗里德爾一起合作研究。1891年他再次回到了美国。在麻省理工學院教授有机化学（1892年－1897年）。1898至1900年成为麻省理工學院的校长。1900年他辞去校长一职，继续从事有机化学与物理化学的研究。

## 荣誉
1885年，法国政府授予他法國榮譽軍團勳章，以表彰他对科学研究的贡献。英国科学协会接纳他成为一名会员。1898年哈佛大學授予他名誉博士学位。
麻省理工學院的一个集体宿舍大楼也以他的名字命名——The Crafts。

## 精选著作
- A chronologically-arranged list of Crafts' papers is in the biographical note of Cross.[3]
- Qualitative Analysis (1869,  and several later editions)

## 延伸阅读
- Ashdown, Avery A. . Journal of Chemical Education. 1928, 5: 911–921. doi:10.1021/ed005p911.
- Munroe, James Phinney. . The New England Magazine. October 1902, 27: 131–158.
- Richards, Theodore W. . Daedalus. 1918, 53: 801–804.
- 本条目的部分内容取自《新國際百科全書》，属于公有领域。